# Porte des Ormeaux
Propriété inaliénable de l'association ''Société des Amis du Vieux Cordes'' la porte des Ormeaux  est une porte médiévale de Cordes-sur-Ciel, une commune du Tarn. Elle est classée monument historique depuis le 7 septembre 1910.

## Origine
C'est une des portes qui protégeaient les entrées de la ville. Son aspect défensif représente ce qu'il y avait de mieux à cette époque. Par la suite, l'usage des canons a fait perdre son intérêt à ce type de porte, sauf dans ce cas particulier où l'enceinte intérieure a été conservée malgré la construction d'une enceinte concentrique extérieure.
Elle appartient à l'enceinte intérieure, construite lors de la décision de créer une bastide à Cordes-sur-Ciel. La cité est bâtie en 7 ans entre 1222, date de fondation de la ville par le comte de Toulouse Raymond VII, et 1229, date du traité de Meaux-Paris : dans les termes du texte, Cordes est signalée comme une des villes fortes de l'Albigeois.

## Description

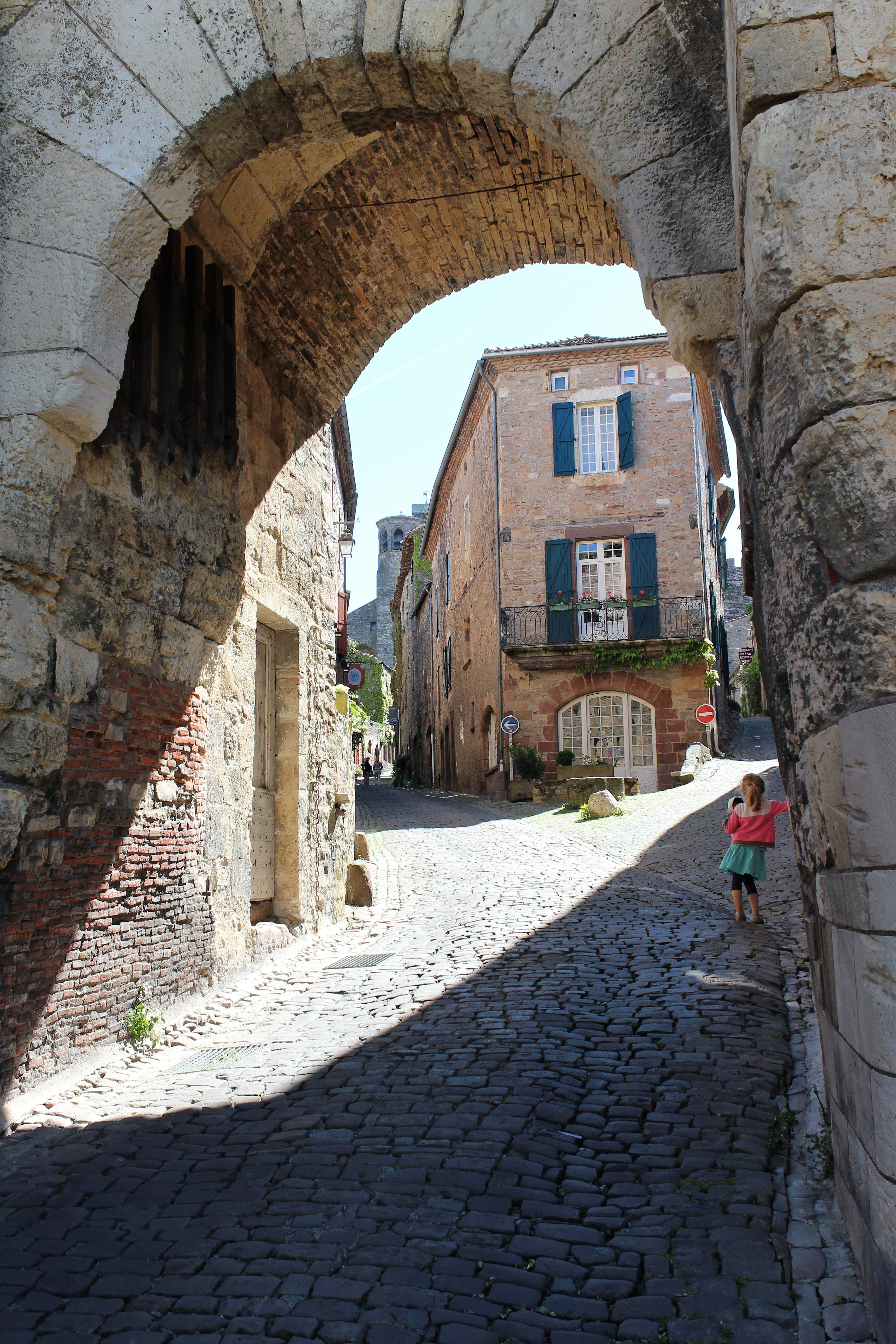
Passage sous la voute.

La construction basse, en gros appareillage calcaire, date de l'origine. La partie haute, en schiste gris de plus petit appareil et grès pour les bordures, est une rehausse ou réhabilitation du XIVe siècle. À l'intérieur de l'enceinte, des morceaux de murs sont en brique. 
La porte est rainurée deux fois, signalant une double herse, triplée par une porte en bois. Elle est encadrée de deux tours. Celle de droite en sortant a deux étages, celle de gauche est arasée au niveau de la voute de la porte et sert de terrasse.

## Usage actuel
Depuis 2008, le musée Charles-Portal d'histoire de la ville de Cordes est installé dans la tour et la maison Fabre attenante. Il a été aménagé dans ces lieux pour répondre à l'étroitesse du local précédent.

## Sources